# Jackie Chan (singolo)
Jackie Chan è un singolo del DJ olandese Tiësto e del DJ canadese Dzeko, pubblicato il 18 maggio 2018.
Il singolo ha visto la collaborazione del cantante canadese Preme e del cantante statunitense Post Malone.
La traccia era originariamente presente nel primo album in studio, Light of Day: uscito il 4 maggio 2018. Dopo aver ascoltato la voce in studio, il produttore musicale olandese Tiesto e il produttore musicale canadese Dzeko hanno deciso di produrre una versione alternativa, pubblicata il 18 maggio 2018.
Il titolo del brano è dedicato all'omonimo attore hongkonghese.

## Classifiche

### Classifiche settimanali
| Classifica (2018) | Posizione massima |
| ----------------- | ----------------- |
| Australia         | 13                |
| Austria           | 19                |
| Belgio (Fiandre)  | 13                |
| Belgio (Vallonia) | 5                 |
| Canada            | 7                 |
| Croazia           | 18                |
| Danimarca         | 6                 |
| Estonia           | 3                 |
| Finlandia         | 10                |
| Francia           | 46                |
| Germania          | 25                |
| Grecia            | 11                |
| Irlanda           | 6                 |
| Islanda           | 29                |
| Italia            | 18                |
| Lettonia          | 3                 |
| Lituania          | 36                |
| Libano            | 8                 |
| Lussemburgo       | 9                 |
| Norvegia          | 13                |
| Nuova Zelanda     | 7                 |
| Paesi Bassi       | 7                 |
| Polonia           | 3                 |
| Portogallo        | 18                |
| Regno Unito       | 5                 |
| Repubblica Ceca   | 5                 |
| Romania           | 53                |
| Russia            | 15                |
| Slovacchia        | 5                 |
| Slovenia          | 8                 |
| Spagna            | 62                |
| Stati Uniti       | 52                |
| Svezia            | 20                |
| Svizzera          | 27                |
| Ucraina           | 59                |
| Ungheria          | 8                 |

### Classifiche di fine anno
| Classifica (2018) | Posizione |
| ----------------- | --------- |
| Australia         | 64        |
| Austria           | 56        |
| Belgio (Fiandre)  | 46        |
| Belgio (Vallonia) | 52        |
| Canada            | 31        |
| Croazia           | 65        |
| Danimarca         | 37        |
| Estonia           | 19        |
| Islanda           | 34        |
| Italia            | 62        |
| Paesi Bassi       | 30        |
| Polonia           | 41        |
| Regno Unito       | 63        |
| Russia            | 111       |
| Svezia            | 77        |
| Svizzera          | 85        |
| Ungheria          | 30        |